# Diazo
Diazo refere-se ao tipo de composto orgânico chamado composto diazo (ou as vezes diazocomposto) que tem dois átomos de nitrogênio ligados (azo) como um grupo funcional terminal. A fórmula geral é R2C=N2. O mais simples exemplo de um composto diazo é o diazometano. A estrutura eletrônica de compostos diazo envolve uma carga positiva no nitrogênio central e carga negativa distribuida entre o nitrogênio terminal e o carbono. ALguns dos mais estáveis compostos diazo são α-diazocetonas e α-diazoésteres já que a carga negativa é deslocalizada na carbonila. Em contraste, a maioria dos compostos alquildiazo são explosivos. Um composto diazo comercialmente relevante é diazoacetato de etila (N2CHCOOEt). Um grupo de compostos isoméricos com propriedades similares são as diazirinas, onde o carbono com dois nitrogênios é ligado a um anel.
Quatro estruturas de ressonância podem ser traçadas:
Compostos diazo não devem ser confundidos com azo-compostos do tipo R-N=N-R ou com compostos de diazônio do tipo R-N2+.